# سرآب طاق‌بستان

سرآب طاق‌بستان (به کُردی: سه‌راو تاقوه‌سان) یک چشمه و دریاچۀ کوچک طبیعی است که در دامنۀ کوه طاقبستان و در شمال شرقی شهر کرمانشاه واقع شده‌است. سرآب طاق‌بستان از دیرباز محل تأمین آب آشامیدنی ساکنان روستای وَسان (طاقبستان) بوده‌است که اکنون در محدودۀ شهری کرمانشاه قرار گرفته‌است. آب چشمۀ سرآب طاق‌بستان دقیقاً از کنار آثار باستانی طاق‌بستان میجوشد. سرآب طاق‌بستان علاوه بر این سرچشمهٔ رودخانه چم بشیر است.

### خشک شدن چشمه
در تابستان ۱۳۹۴ چشمۀ طاق‌بستان به صورت ناگهانی خشک شد. پس از شش سال در ۱۷ مرداد ۱۴۰۰ نیز مدیرعامل شرکت آب و فاضلاب استان کرمانشاه اعلام کرد که این چشمه به دلیل بارش بسیار کم و خشکسالی بار دیگر در آستانۀ خشک شدن قرار گرفته و دبی آن از ۷۰۰ تا ۸۰۰ لیتر در ثانیه در سال‌های پربارش، به ۷۰ تا ۸۰ لیتر در ثانیه رسیده‌است. وی اعلام کرد که شرکت آب و فاضلاب استان کرمانشاه به دنبال وقوع خشکسالی و افت دبی تعدادی از منابع آبی شهر قصد داشته از آب چشمۀ تاق‌بستان برای تأمین آب آشامیدنی شهر کرمانشاه استفاده کند، اما دبی این چشمه به قدری کم بوده که آب خروجی حتی تا تصفیه‌خانه نیز نمی‌رسیده‌است. میانگین دبی آب چشمۀ طاق‌بستان از ۴۲۷ لیتر در ثانیه در سال آبی گذشته (۱۳۹۸-۱۳۹۹) به ۴۶ لیتر در ثانیه در سال ۱۴۰۰ رسیده‌است.

### پرندگان مهاجر
در پاییز ۱۴۰۰ برای نخستین بار یک پرندۀ‌ مهاجر دریاچۀ طاق‌بستان را برای کوچ فصلی خود انتخاب کرد. در اواخر آبان ۱۴۰۰ یک باکلان که پرنده‌ای آبزی آسیایی دارای منقاری دراز و پر و بالی تیره است و به نظر می‌رسید که یا از گروه جدا شده و یا اینکه به تنهایی سفر کرده، چند روز در دریاچۀ طاق‌بستان اقامت کرد.

## استفاده از آب سرآب
در اسفند ۱۴۰۰ مدیرعامل شرکت آب منطقه‌ای استان کرمانشاه اعلام کرد که قرار است بخشی از آب مورد نیاز شهر کرمانشاه به صورت موقت از سرآب طاق بستان تأمین شود.

## نگارخانه

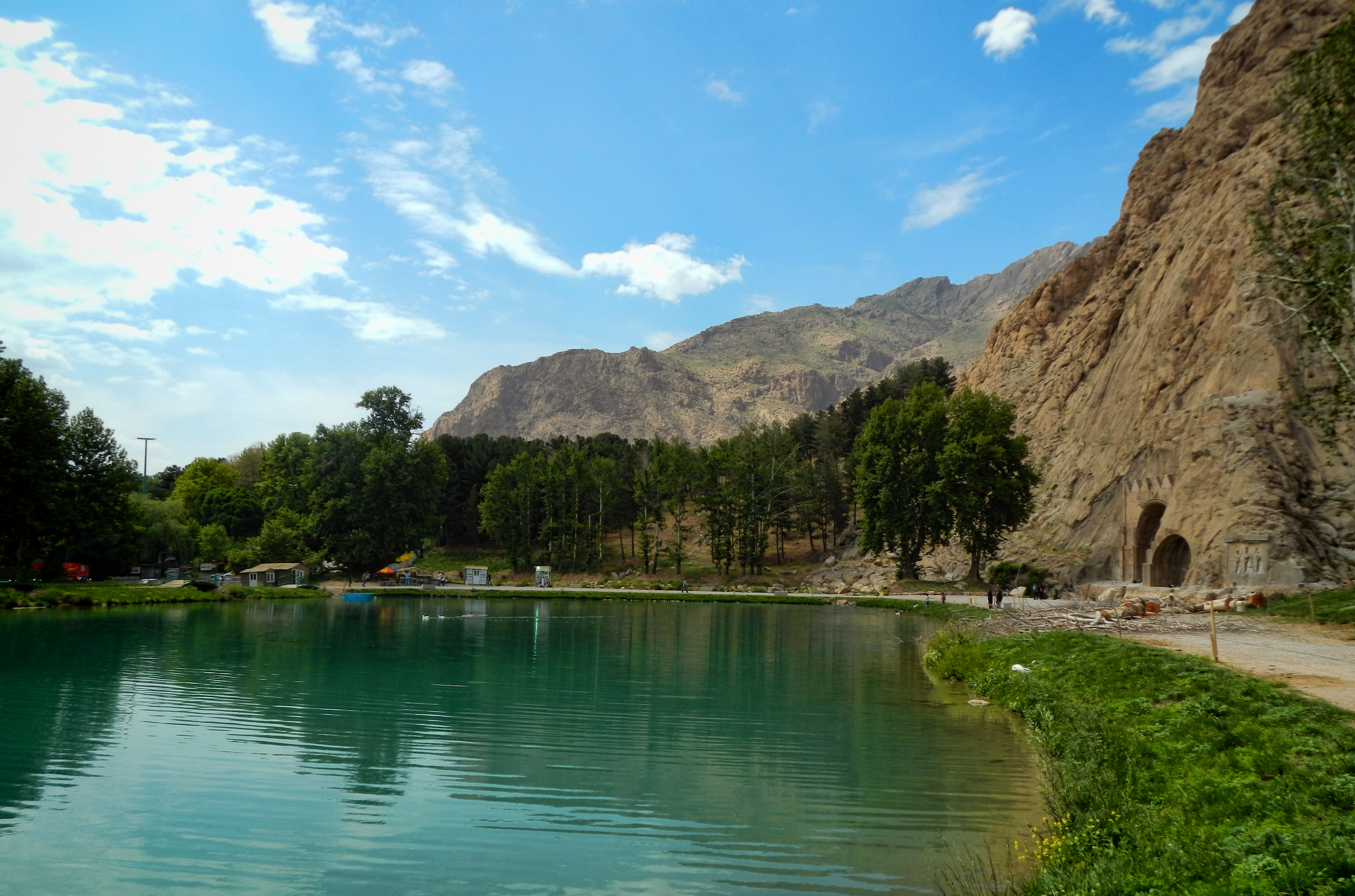
دریاچۀ طاق‌بستان
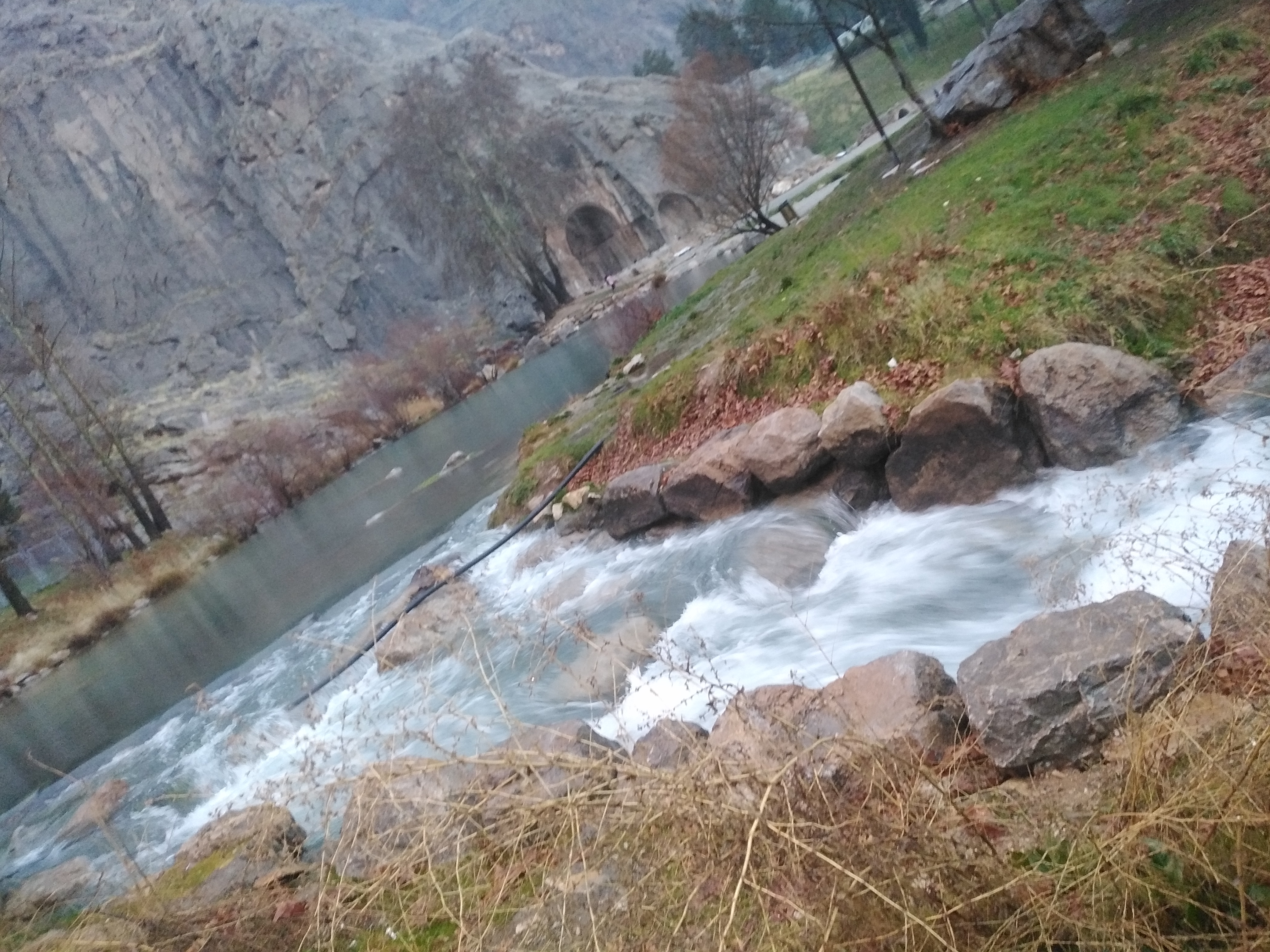
آب سرآب طاق‌بستان
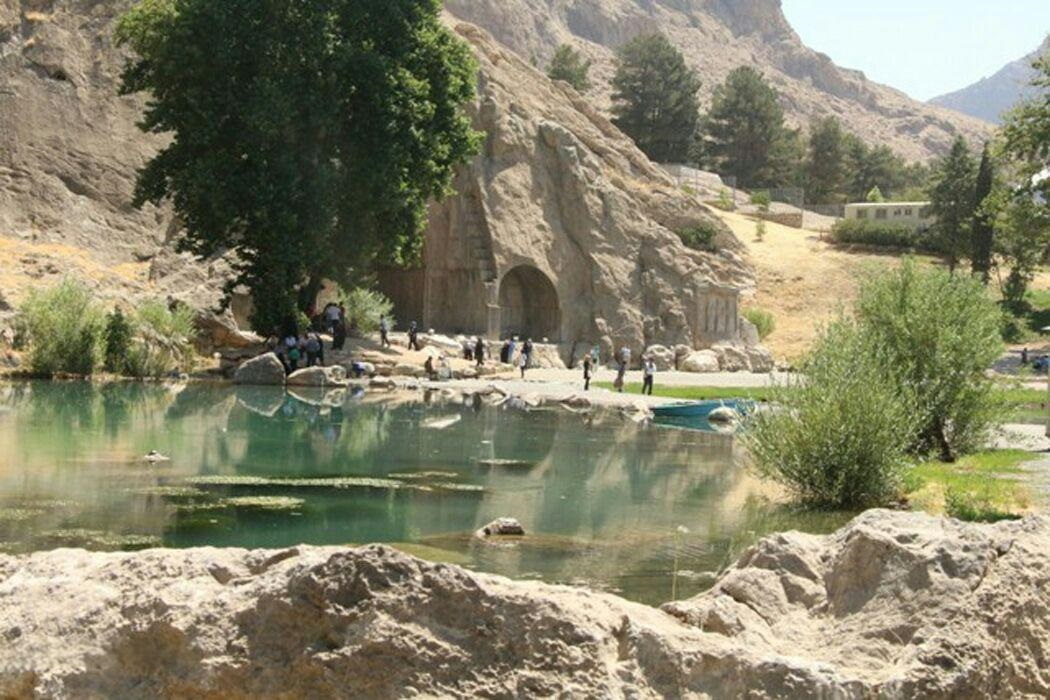
نمایی از طاق‌بستان
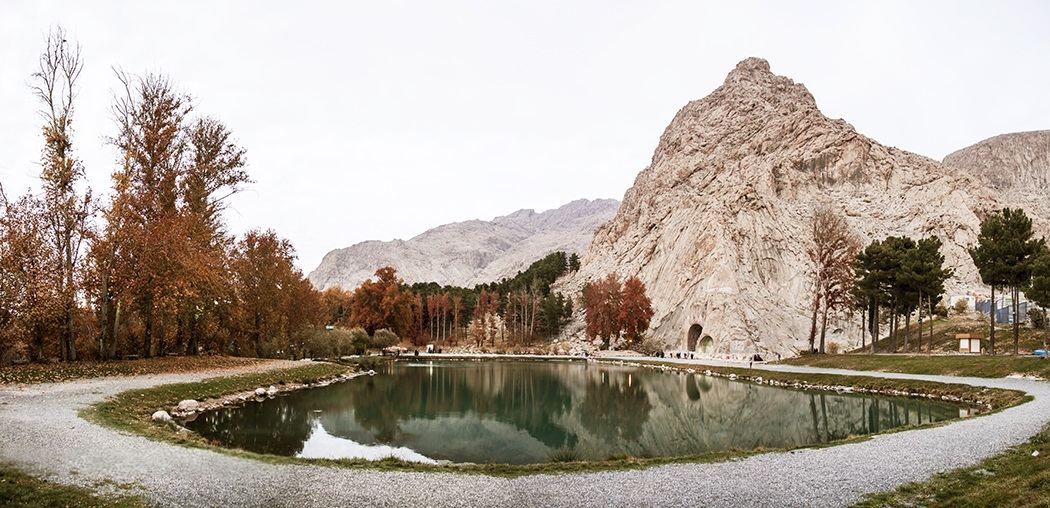
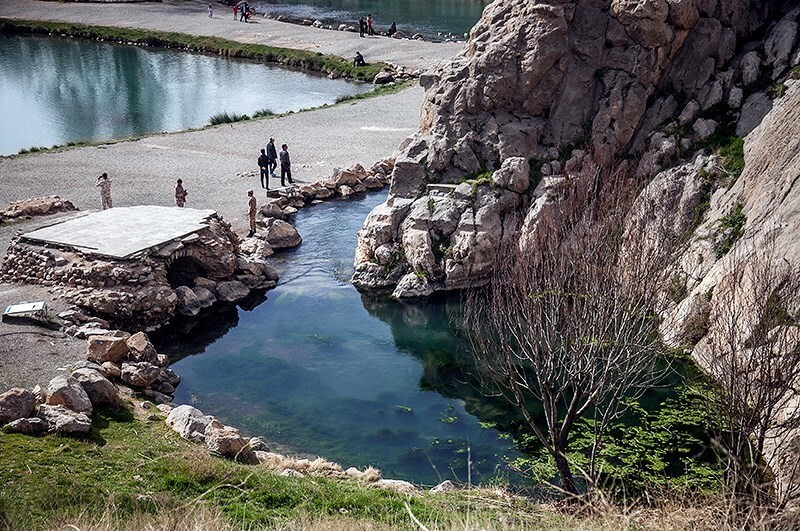
محل جوشیدن چشمۀ طاق‌بستان از کنار طاق‌ها
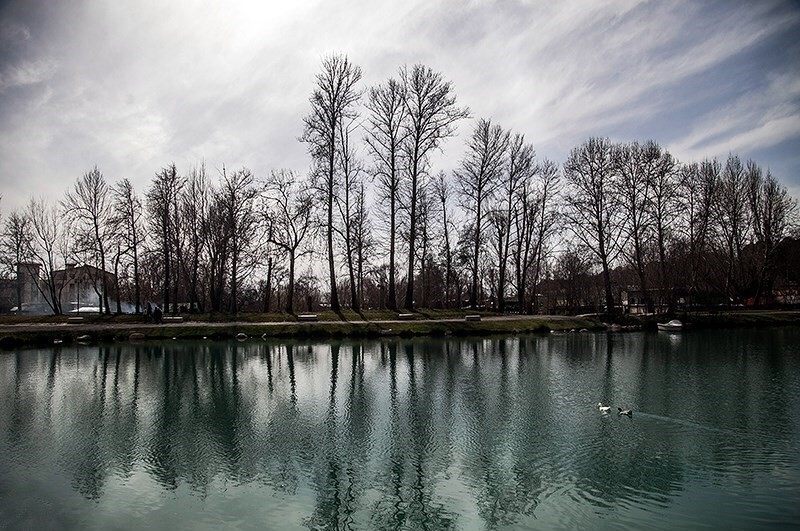
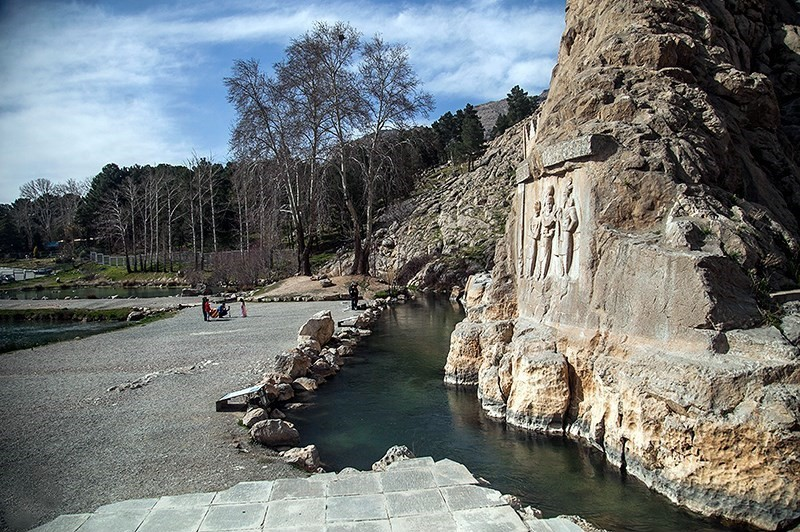
عبور آب چشمه از مقابل طاق‌ها
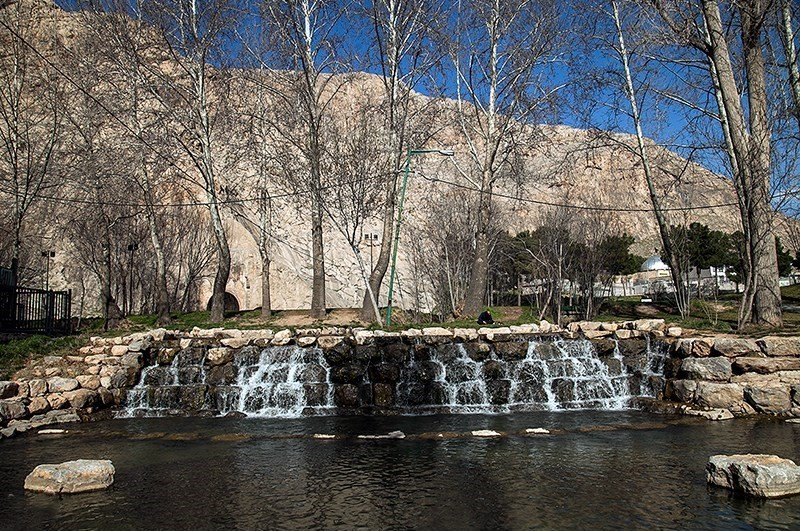
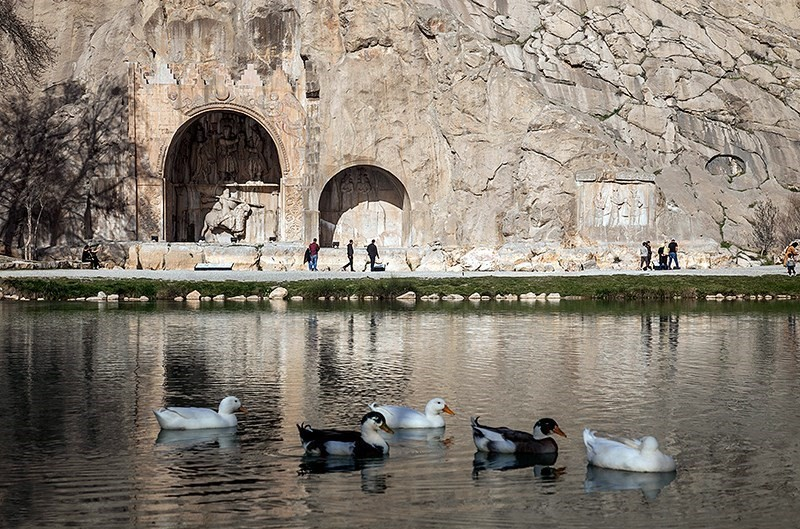
دریاچۀ مقابل طاق‌ها
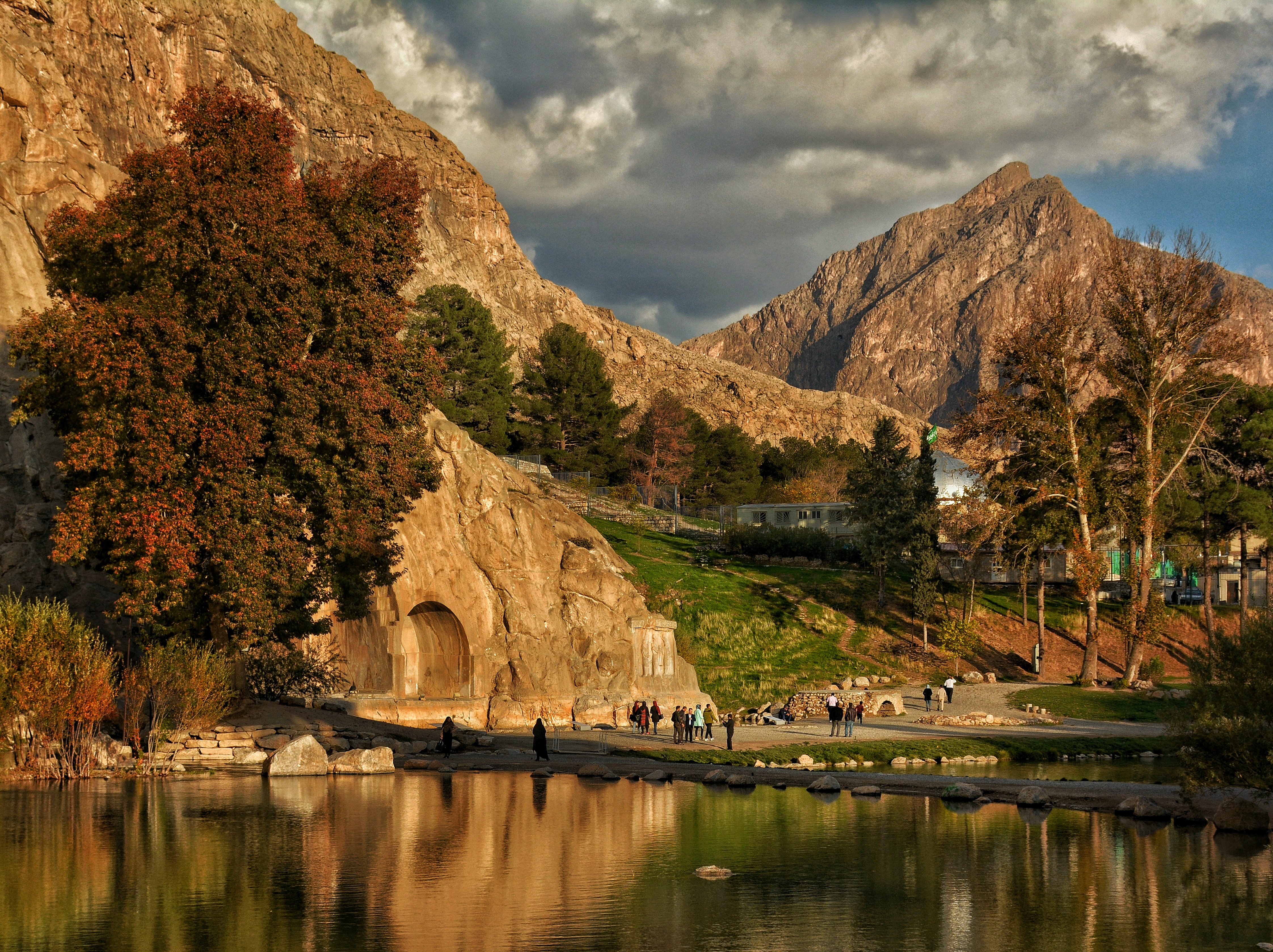
پاییز سرآب طاق‌بستان